# Dury, Pas-de-Calais
Dury är en kommun i departementet Pas-de-Calais i regionen Hauts-de-France i norra Frankrike. Kommunen ligger i kantonen Vitry-en-Artois som tillhör arrondissementet Arras. År 2022 hade Dury 306 invånare.

## Befolkningsutveckling
Antalet invånare i kommunen Dury
| Referens: INSEE |